# Phryneta spinator
Phryneta spinator là một loài bọ cánh cứng trong họ Cerambycidae.